# Kamen Rider Girls
Kamen Rider Girls (仮面ライダーGIRLS, Kamen Raidā Gāruzu) é um grupo de ídolos criado pela Avex Trax e Ishimori Produtions em comemoração aos 40 anos da franquia Kamen Rider.Cada membro do grupo representa um protagonista de uma série da franquia. As músicas de estréia do grupo foram "Koi no Rider Kick" (恋のライダーキック Koi no Raidā Kikku) e "Heart no Henshin Belt" (♡（ハート）の変身ベルト Hāto no Henshin Beruto). A estréia do grupo foi em um programa de radio da internet criado para a série Kamen Rider W o "Wind Wave FM Internet radio station". O primeiro single delas foi  "Let's Go RiderKick 2011" com a música tema de OOO, Den-O, All Riders: Let's Go Kamen Riders e contou com as faixas Koi no Rider Kick e Heart no Henshin Belt.O segundo single foi "Kamen Rider V3" e teve um PV com a participação de Hiroshi Tanahashi.

## Membros

### Integrantes
Cronologia ( Timeline )

### Membros Atuais
- Hitomi Isaka (井坂 仁美, Isaka Hitomi): Kamen Rider OOO (2010-present)
- Chisato Akita (秋田 知里, Akita Chisato): Kamen Rider Wizard (2012-present)
- Tomomi Jiena Sumi (鷲見 友美 ジェナ, Sumi Tomomi Jena): Kamen Rider Gaim (2013-present)
- Ayako Kuroda (黒田綾子, Kuroda Ayako): (2015-present)

### Ex-membros
- Yurika Hirokawa (廣川 由里香, Hirokawa Yurika): Kamen Rider Ryuki (2010-2011)
- Kaori Nagura (名倉 かおり, Nagura Kaori): Kamen Rider Kiva (2010-graduated 2015)
- Nao Yasuda (安田 奈央, Yasuda Nao): Kamen Rider Blade (2010-graduated 2016)
- Erica Yoshizumi (吉住 絵里加, Yoshizumi Erika): Kamen Rider Den-O (2010-graduated 2016)
- Mitsuki Endo (遠藤 三貴, Endō Mitsuki): Kamen Rider Fourze (2011-graduated 2017)

## Discografia[4]

### Singles
1. "Let's go Rider Kick"- 20/Abril/2011
2. "Kamen Rider V3"- 3/Agosto/2011
3. "Saite"- 14/Março/2012
4. "Last Engage"- 21/Novembro/2012
5. "Just the Beginning"- 27/Fevereiro/2013
6. "Go get'em"- 22/Maio/2013
7. "SSS~Shock Shocker Shockest"- 24/Julho/2013
8. "E-X-A (Exciting X Attitude)"- 25/Dezembro/2013
9. "Break the Shell"-25/Junho/2014
10. "Next stage" - 13/Janeiro/2016
11. "Rush n' Crash/Movi'n On" - 17/Agosto/2016

#### Álbuns
1. "Alteration"- 20/Março/2013
2. "Exploded"- 19/Março/2014
3. "invincible"- 23/Agosto/2017
4. "030804-01" - 04/Setembro/2019

##### Compilações
1. "Super Best" - 01/Abril/2015

###### Participações
1. Hero Music All Stars - "Jōnetsu ~We are Brothers~" - 24/Abril/2012
2. Vários artistas - "Kamen Rider Fourze Music States Collection" - 25/Julho/2012
3. Hero Music All Stars Z - "Jouchaku ~We are Brothers~" - 24/Abril/2013
4. Vários artistas - "Kamen Rider Wizard Music Magic Collection" - 04/Setembro/2013
5. Vários artistas - "Kamen Rider Gaim Music Arms" - 24/Setembro/2014
6. Vários artistas - "Kamen Rider Drive/Kamen Rider #3/Kamen Rider #4: Best Collection" - 09/Setembro/2015
7. Tor+ Saksit Vejsupaporn "Just You And Me" - Julho/2016
8. Vários artistas - "Kamen Rider Heisei Generations Dr. Pac-man vs Ex-aid & Ghost with Legend Riders" - 15/Março/2017
9. Vários artistas - "Kamen Rider 45º Aniversário Showa Rider & Heisei Rider TV Theme Complet Best" - 29/Março/2017
10. Vários artistas - "Kamen Rider Ex-Aid Theme & Insert Songs" - 16/Agosto/2017
11. Slot Machine - "EX-AID" - 17/Outubro/2017
12. Pandora - "Be the One" - 24/janeiro/2018
13. Vários artistas - "Kamen Rider Build Theme & Insert Songs" - 05/Setembro/2018